# Синджан
Синджа́н (тур. Sincan) — пригородный район Анкары, шестой по численности населения.
В районе находится ASO 1. OSB — крупнейшая организованная промышленная зона в Анкаре, которой управляет Промышленная палата Анкары.

## История
Название деревни Синджан встречается в архивных записях XVII века. В 1920-е годы это была деревня, в 1950 году её население превысило 1000 человек за счёт иммигрантов, прибывших из Румынии и Болгарии по предложению Ататюрка. Беженцы привезли с собой тюльпаны, поэтому они стали символом муниципалитета. Центральная площадь называется Лале Мейданы (тур. Lale Meydanı), переводится как «площадь тюльпанов», и каждый год проводится фестиваль, во время которого на улицах раздают искусственные тюльпаны.
За короткое время район быстро развился благодаря своему расположению на государственной автомагистрали Анкара-Аяш-Наллихан. В 1956 году стал районным центром. В черту города был включён решением городского совета министров 8 марта 1988 года.

## Транспорт
В Синджане расположены 4 станции метро (Харикалар Дияры, Фатих, ГОП, ОСБ-Тёрекент) и 2 станции электропоездов Башкентрай. Через Синджан проезжает пригородный поезд, идущий до Полатлы.